# The Recalling of John Grey
The Recalling of John Grey è un cortometraggio muto del 1915 diretto da Frank Wilson.

## Trama
Un combattivo curato lascia la moglie, una signora della buona società, per salvare la moglie di un ex galeotto omicida.

## Produzione
Il film fu prodotto dalla Hepworth.

## Distribuzione
Distribuito dalla Moss, il film - un cortometraggio in due bobine - uscì nelle sale cinematografiche britanniche nel novembre 1915.
Fu distrutto nel 1924 dallo stesso produttore, Cecil M. Hepworth. Fallito, in gravissime difficoltà finanziarie, Hepworth pensò in questo modo di poter almeno recuperare il nitrato d'argento della pellicola.